# Boje o Hodonín a okolí v roce 1945
Na začátku roku 1945 probíhaly o město Hodonín v rámci bratislavsko-brněnské operace boje mezi německou armádou a společnými sovětskými a rumunskými silami.

## Předehra bitvy
Již 11. dubna 1945 se v okolí řeky Moravy poblíž Hodonínska dala jasně poznat dělostřelecká palba, kterou vedly jednotky Rudé armády a Rumunské královské armády. V té době bylo slovenské město Holíč pevně v rukou Rudé armády a jednotky 53. armády postoupily k obci Kopčany. Německé dělostřelectvo se snažilo palbu opětovat. To se ale v 8.30 ráno stáhlo ze slovenského území a zaujalo obranu podél řeky Morava a v prostoru Hodonína. Přesně v 9.00 palba přestala a pozorovatel z hodonínské radniční věže hlásil, že se sovětské jednotky blíží k řece Moravě.
V 11.30 hod. začalo sovětské dělostřelectvo a minomety ostřelovat střed Hodonína. K 14. hodině se rozezpívaly i pověstné Kaťuše. Palba přestala v 14.45 hod. Němci ovšem nelelkovali a za podpůrné palby ze svých tanků a děl zničili všechny mosty přes řeku. Bylo přerušeno i telefonní a elektrické spojení se slovenskou stranou. Po páté hodině se objevilo nad Hodonínem jedno sovětské letadlo, udělalo dva okruhy přes centrum města a odletělo. Po 21. hodině Němci kompletně dokončili vyklizení slovenské strany. Boje a dělostřelecké přepady pokračovaly po celou noc.
12. dubna ještě za tmy se německé jednotky stáhly za Starou Moravu z posledního kousku drženého slovenského území. Po šesté hodině ranní vyhodili zbytek mostů včetně nového jezu s lávkou a pověstného Masarykova mostu. Sověti opět zahájili po šesté hodině palbu z děl. Ta trvala do 10. hodiny.
V 8.45 ráno postihl Hodonín nálet sovětského letectva, jež bez přestání trval 45 minut. Po něm nastala palba z děl a kaťuší a zasáhla i prostory, které byly v listopadu 1944 ušetřeny americkým náletem. V 10.23 napadla sovětská letadla přemisťující se německé tanky a vozidla v samotném městě. Po nich přiletěly sovětské stíhačky a v nízkém letu postřelovaly prázdné ulice. Kvůli velkým ztrátám Němci vyklidili po krátké přestřelce s průzkumníky Rudé armády hřbitov. Ten dostal zásah z 64 těžkých děl a leteckých bomb. Ovšem nebyl obsazen.

## Útok
Němci zaujali obranu u železniční tratě Hodonín–Přerov, pár set metrů od prvních obydlí. Po 11. hodině palba dělostřelectva utichla na obou stranách. Ta se o 12.45 polední znovu obnovila a zasáhla do ní i letadla a Kaťuše. Jednotky 203. střelecké divize RA zahájily útok o přístupy k lesu. Hřbitov byl kompletně obsazen v 14.00 a zároveň Rusové obsadili i silnici Rohatec–Hodonín. Sověti obsadili jižní stranu severní dráhy a očekávali posily.
Sověti zařídili na hřbitově telefonní štáb a předsunuté velitelství. Poté, co si zajistili další posily a podporu, postupovali opět do centra města. Tomuto postupu předcházel krátký nálet letadel a bubnová palba dělostřelectva RA. O půl třetí byl obsazen po bojích s německou pěchotou (spíše hlídky očekávající postupující rudoarmějce a měly se hned stáhnout) prostor Mrkotálek až k železničnímu prostoru. Tím se dostali k dnešní Marxově ulici.
V 16.30 zahájili přímý postup do města a kompletně obsadili Marxovu ulici. Němci zaujali obranu v lesích na Pánově. Přibližně ve stejné době se dostaly přes řeku i jednotky poručíka Ilajeva a pronikly ke Staré Moravě. Němci se tvrdě bránili na tzv. Kypě – umělém pahorku, jež byl tvořen vytěženou hlínou při regulaci řeky Moravy v předchozích letech. Sověti dotáhli podle pamětníků jedno dělo a minomety. Němci byli donuceni se stáhnout. V 16.45 se německé krycí jednotky stáhly z oblasti Rybářů a vyhodily za sebou most.
O půl páté postihl jižní část města (dnešní Jižní ulice a okolí Brandlovy ulice) další dělostřelecký přepad. Sověti pronikli do dnešní Štěpnice a z druhé strany začaly postupovat další jednotky RA společně s Rumunskými jednotkami z jihu od Staré Moravy. Němci se stáhli na další obranou linii polesí Černé bláto, ke Studené chodbě a k Červeným domkům. V 18.50 opět propukla další dělostřelba, jež ale město už přestřelovala. Okolo 19.hodiny obsadili Sověti cukrovar a zajali zde asi 30 německých vojáků (Wehrmacht). Odtud postupovali k radnici, kde se odehrál hodinový boj se zakopanou pěchotou SS. Střed města byl kompletně obsazen po 20. hodině.
V samotném Hodoníně se opět zakopali vojáci RA v očekávání dalšího protiútoku. Ten nepřišel a město se probouzelo do prvního dne, kdy se jeho občané mohli ve vzduchu nadechnout svobody. K dobytí Hodonína blahopřál jednotkám 53. armády i samotný Stalin. Bitva o Hodonín byla přímo ukázková akce, kdy Sověti přesvědčili nepřítele o tom, že půjde o přímý útok. Bleskově jednotky RA pronikly pozicemi mimo město a obsadily okolní vesnice, což prakticky dostalo Hodonín do neúplného obklíčení.
Dne 23. dubna opět otevřela většina obchodů v Hodoníně a do 30. dubna bylo opět zprovozněno i železniční spojení. Poslední náznaky války nad Hodonínem se objevily, když se snesla německá stíhačka nad jižní částí města a u Lužic byla sestřelena sovětskými stíhači.

## Následky bitvy
Bylo zničeno 62 mostů, na železničním nádraží bylo vše zařízení výbušninami zničeno. Dopravu blokovalo 6 lokomotiv a z tisícovky vagónů zůstalo asi 250 nepoškozeno. Do 2. května bylo spojení obnoveno na trase Hodonín – Moravský Písek.
Velké škody utrpělo zemědělství. Buď Němci či Sověty nebo Rumuny bylo z okresu odvlečeno na 2500 koní a 700 hříbat. Bylo ukradeno přes 1000 ks hovězího dobytka. Z počtu 2662 budov ve městě bylo 143 kompletně zničeno, 121 těžce poškozeno, střední škody jako zničení střech či zdí mělo 334 budov a lehké poškození utrpělo 1407 budov včetně radnice. Osvobození okresu Hodonín stálo mnoho životů: v době bojů zahynulo 39 občanů Hodonína, 1179 vojáků RA a 552 vojáků Rumunské královské armády. První vzpomínková slavnost na osvobození města se konala 17. března 1946.

## Bojující jednotky
Německé jednotky:
Hodonín bránila část 72. armádního sboru skupiny armád Ostmark. 8. pancéřová divize, 271. divize lidových granátníků a 182. pěší divize.
Německé ztráty za 13. duben 1945:
V samotném Hodoníně bylo 130 německých vojáků zabito a 350 zajato. U silnice Rohatec–Hodonín zabili vojáci 227. střelecké divize na 50 německých vojáků a 19 zajali. Na Pánově (místní část Hodonína) bylo zabito 40 vojáků Wehrmachtu a SS. Nezjištěný počet Němců byl zajat v bývalém UP závodě.
Internováno bylo po válce 471 osob-civilisté. Z toho bylo 28 Rakušanů, 62 říšských Němců, 8 sudetských Němců, 1 Slovák.
Sovětské a rumunské jednotky:
Proti těmto německým jednotkám stála 53. armáda gen. por. I. M. Managarova. Počátkem dubna 1945 měla ve stavech 30 370 vojáků (ve dvou střeleckých sborech), 49. a 57. střelecký sbor s 25. tankovým plukem s 41 tanky, 11. dělostřeleckou divizí s 577 děly, minomety a raketomety, 461. motorizovaným pontonovým plukem, 27. PL dělostřeleckou divizí a 54. ženijní brigádou. Operačně zde byla podřízena 1. rumunská královská armáda složená z 4. armádního sboru, 2. a 3. horské divize, 2. pěší divize a 1. dělostřelecký pluk. Dále 7. armádní sbor s ložený z 10. a 19. pěší divize, 9. jezdecké divize, 7. dělostřeleckého pluku s podpůrnými jednotkami, 1. královský gardový pluk, část 2. tankového pluku, 1. samostatný protitankový pluk a 9. PL oddíl.
Ze vzduchu je podporovala letadla 6. gardové, 13. gardové a 331. stíhací letecké divize (IAD) a letadla 14. gardové a 279. stíhací divize, celkem 216 stíhacích letadel. 5. letecká armády zase disponovala jen středními dvoumotorovými A-20 Boston, 218. noční bombardovací letecká divize operovala s 55 letadly Po-2.

## Závěr
Nařízením presidia nejvyššího Sovětu SSSR ze dne 28. dubna 1945 byl veliteli 53. armády generálu poručíkovi I. M. Managarovi udělen titul hrdina Sovětského svazu. Jen za duben 1945 dobyla 53. armáda 460 osídlených míst, města Nitru, Hodonín a Brno.
Prošla vzdálenost 190 km a překonala toky Nitra, Váh a Moravu. Zabila na 14 564 nepřátelských vojáků a 4117 zajala. Zničila velké množství vojenské techniky a ukořistila 30 tanků, 40 letadel, 15 obrněných transportérů, 7 samohybných děl, 631 automobilů, 350 děl, 649 kulometů, 5698 pušek, 466 tisíc kusů pěchotního střeliva, 59 tisíc speciálních nábojů, 206 minometů s 296 tisíci kusů střeliva, 193 lokomotiv, 6982 železničních vagónů, 123 skladišť a přes sto továren se surovinami a hotovou produkcí. Vojákům 53.armády udělil vrchní velitel J. V. Stalin třikrát pochvalu za plnění bojových úkolů.
Za bojů na území Moravy od 12. dubna 1945 ztratila 53. armáda 2476 vojáků a důstojníků a 9295 jich bylo zraněno.